# Григорій Палама
Григорій Палама (грец. Γρηγόριος Παλαμάς, 1296 — 14 листопада 1359) — православний святий Ромеї, ісихаст-практик, здійснив довершене богословсько-теоретичне виправдання ісихазму. Був іноком на горі Афон, а пізніше архієпископом міста Солуня.
У грецькому місті Верія 20 грудня 2009 року відбулася святкова літургія, яку очолив архієпископ Афінський і всієї Еллади Ієронім, під час якої відбулося причислення до лику святих всіх членів родини святого Григорія Палами: його батьків Констанція і Каллоніс, двох сестер Епіхаріс і Феодоти та двох братів Феодосія і Макарія.

## Життєпис
Народився в Константинополі, в аристократичній родині. Автор трактату «Тріади на захист святих ісихастів» (в 1995 р. перекладені на російську мову В. Веніаминовим і видані того ж року в Москві видавництвом «Канон»). Відомий своєю полемікою з богословами Варлаамом Калабрійським, Григорієм Акиндіном та Никифором Григорою, про природу Світла Преображення. З 1350 р. мешкав у м. Солуні, де активно співпрацював з Миколаєм Кавасилою. В 1354 р. попав у полон до турків, але через рік був звільненим.
В 1368 р. Григорія Паламу було канонізовано у лику святителя, бо ще при житті сподобився об'явлень і мав дар зцілення. Патріарх Константинопольський Філофей написав його житіє і порядок церковної служби на його честь.

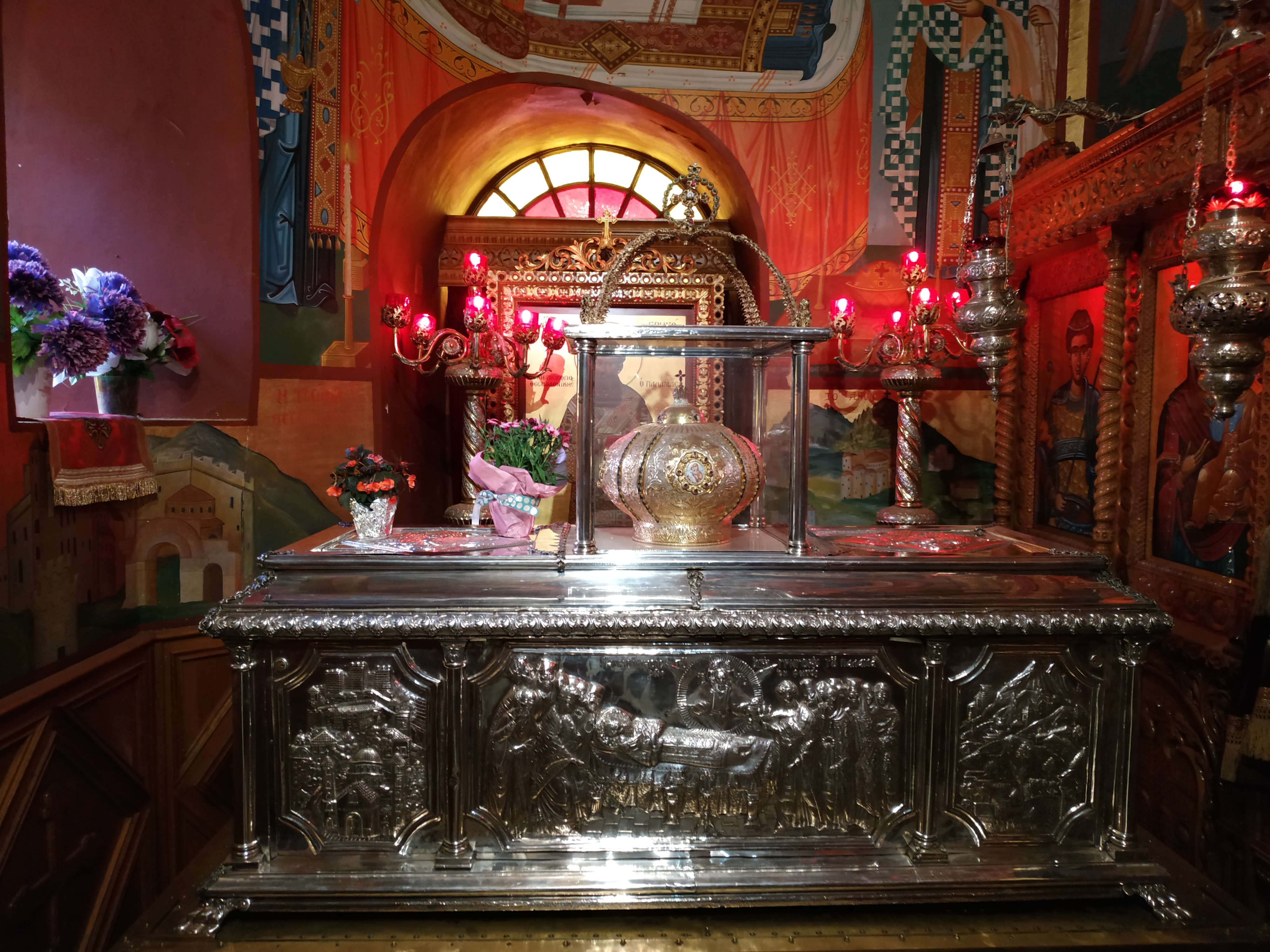
Рака з мощам св. Григорія Палами в храмі на його честь міста Салоніки.

Святкування пам'яті 14 (27) листопада (день кончини). Пам'ять свт. Григорія Палами святкується за перехідною датою, на честь його діяльності у другу неділю Великого посту, що слідує за Торжеством Православ'я.

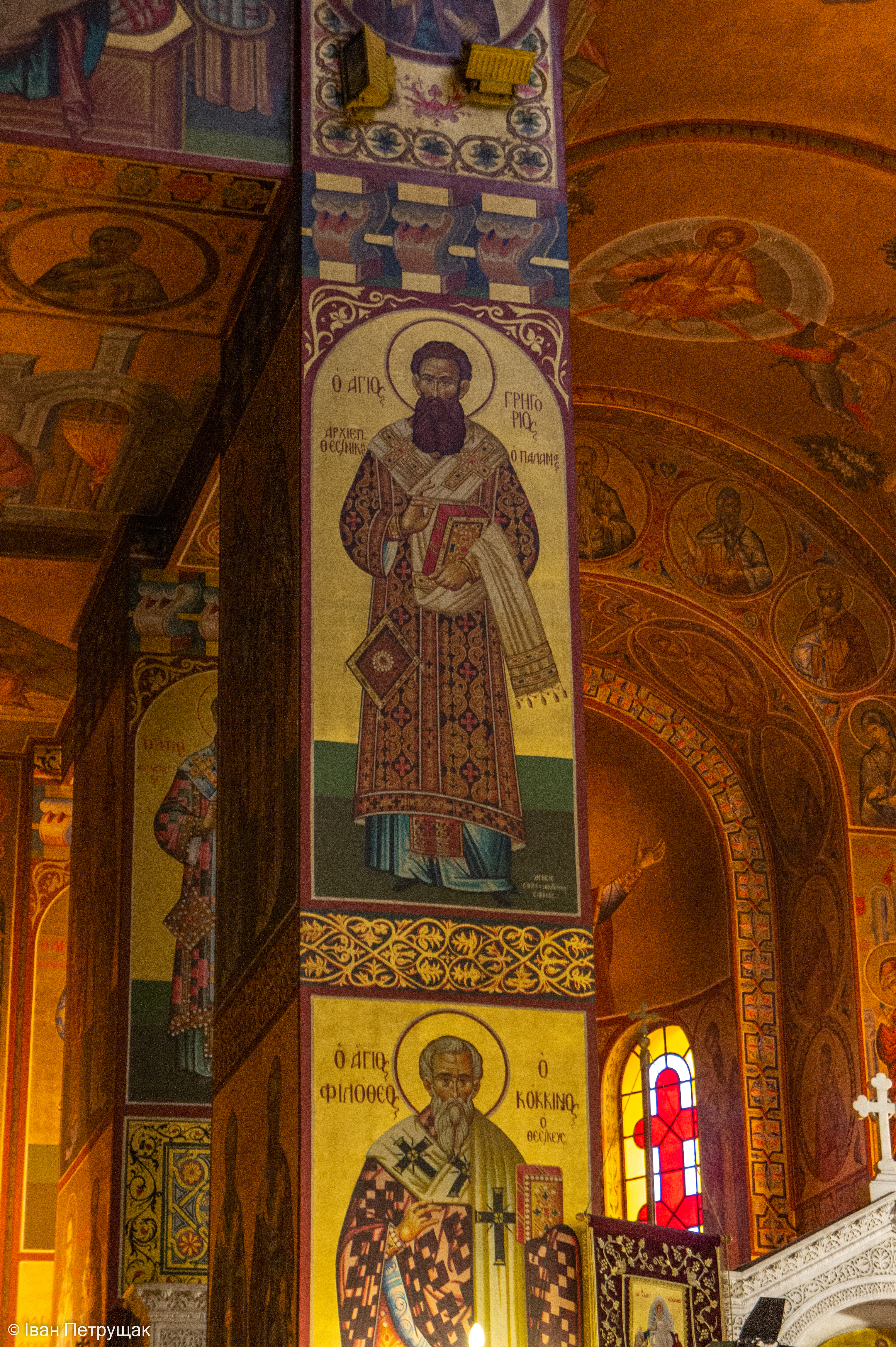
Ікона святого Григорія Палами в храмі

## Григорій Палама— богослов і захисник ісихазму
Як пише відомий православний богослов протоієрей Олександер Шмеман: «В досвіді „ісихазму“, в богослов'ї св. Григорія Палами оживає все передання Отців Церкви; в Боголюдському образі Христа і в дарах Св. Духа християнство розкривається як бачення обоженої повноти людського єства, а в ній „богопричасности“ всього у світі… Таке богослов'я самозречення і одинокого сходження до Бога навіть в плані церковного життя важливіше, впливовіше, аніж богослов'я „офіційне“. В „духоносних“ старцях Церква виявляє той полюс свободи від світу, свободи оцінки всього на світі, якого їй так не вистачає в тісному „шлюбі“ з Державою».

## Вчення Григорія Палами про ісихію та «божественні енергії»

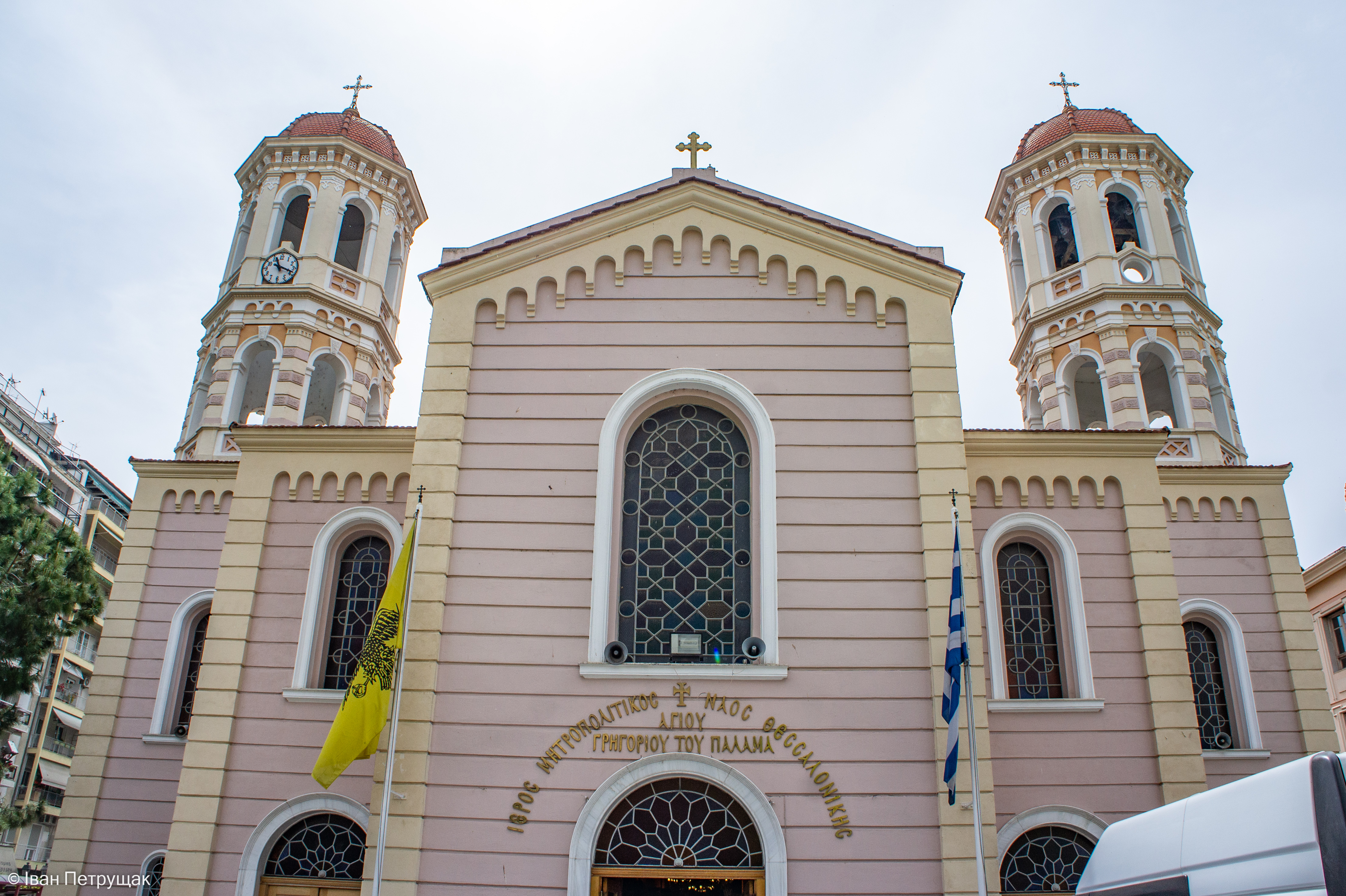
Храм святого Григорія Палами де спочивають його мощі. Фесалоніки, Греція.

Незважаючи на спротив впливової на той час у Візантії партії «схоластів», після численних сперечань, протиборства і навіть переслідувань партія «паламітів» нарешті перемагає, а Костантинопільський Собор 1351 р. остаточно затверджує вчення св. Григорія про обоження, ісихію та «божественні енергії» як основу Православ'я. З цього часу ісихазм перестав бути винятково традицією ченців-пустельників. Він став бажаною практикою для всіх християн в їхньому повсякденному метушливому житті, а водночас перетворився на потужний церковно-політичний і культурний рух, що відкривало перед світовою цивілізацією нові обрії.

## Наслідки офіційного утвердження ісихазму Григорія Палами, як основи православ'я
Офіційне утвердження ісихазму сприяло розвиткові не тільки антично-візантійської, але передусім слов'янських національно-самобутніх культур. Зокрема в Сербії за короля Стефана Душана (1336—1355), що безпосередньо їздив на Афон до преподобного Григорія Палами і був його відданим шанувальником, ісихазм не тільки проголошений офіційною доктриною, а під його впливом почала розвиватись самобутня сербська література, живопис та архітектура. До того ж 1346 р. після засудження «паламізму» візантійським патріархом-варлаамітом Іоаном, було проголошено автокефалію Сербської Церкви на чолі з власним патріархом-ісихастом Іоаникієм Печським. Ця подія, здійснена сербськими ісихастами-патріотами, вирішально відбилась на всій подальшій історії і культурі Сербії. Константинопольський патріарх-варлааміт у відповідь піддав «анатемі» короля Душана, патріарха Іоаникія і всю Сербську Церкву. Аналогічні події відбувались і в Болгарії, де патріархом на цей час був найближчий учень преподобного Григорія Синаїта — Феодосій Тирнівський. Саме цей святий старець-патріарх в 1352 р. здійснив визначний вчинок в історії Української Церкви — поставив для Києва окремого українського автокефального митрополита-ісихаста Феодорита (1352—1354) — на противагу московському митрополитові-варлааміту Феогносту (1328—1353), який не визнавав постанови Соборів. Митрополит Феодорит намагався об'єднати навколо Києва усі україно-литовські єпархії, в тому числі й Галичину, повсюди утверджуючи ідеали ісихазму і соборності. З цього періоду, власне, й слід починати відлік розмежування митрополії на Київську і Московську. Наступником митрополита Феодорита новий Константинопольський патріарх-паламіт поставив також митрополита-ісихаста Романа Київського (1354—1361), який приєднав до Київської Церкви Чернігівську і навіть Брянську єпархії, налагодив стосунки з єпархіями Тверською, Новгородською та Псковською, які також не хотіли підпорядковуватись Москві.

## Праці
- (рос.)Омилии [Архівовано 8 грудня 2014 у Wayback Machine.]
- (рос.)Триады в защиту священно-безмолвствующих [Архівовано 11 серпня 2011 у Wayback Machine.] (1338—1340)
- (рос.)Святогорский томос (1340)
- (рос.)О Божественном и обоживающем Причастии, или о Божественной и сверхъестественной простоте [Архівовано 3 липня 2014 у Wayback Machine.] (1341—1342)
- (рос.)О исхождении Святого Духа [Архівовано 15 квітня 2016 у Wayback Machine.]
- (рос.)Исповедание Православной веры [Архівовано 4 березня 2016 у Wayback Machine.]
- (рос.)Письмо своей Церкви [Архівовано 3 липня 2014 у Wayback Machine.]
- (рос.)Памятники византийской литературы 9—14 вв., М., 1969. — С.366—374.
- Patrologia cursus completas, series graeca, accur. J. P. Migne. t. 150, P., 1865 (русск.пер.: Три творения. Новгород, 1895).
- (рос.) Омілія 39 произнесенная на литии, совершаемой по случаю эпидемии чумы [Архівовано 18 березня 2020 у Wayback Machine.].